# Lech Poznań
O Kolejowy Klub Sportowy Lech Poznań (abreviado Lech Poznań ou apenas Lech) é um clube de futebol polaco da cidade de Poznań, que disputa a Ekstraklasa.
Um dos seus maiores ídolos é Jarosław Araszkiewicz, que venceu cinco campeonatos nacionais pelo clube (1983, 1984, 1990, 1992 e 1993).
O clube também deu projeção internacional ao craque polonês, Robert Lewandowski, que atuou pelo Poznań entre 2008 e 2010, antes de ser transferido para o Borussia Dortmund. Pelo Lech, Lewandowski conquistou o Campeonato Polonês: 2009–10, a Copa da Polônia: 2008–09 e a Supercopa da Polônia: 2009.

## História
O clube foi fundado em 19 de março de 1922 como KS Lutnia Dębiec, mudando diversas vezes a sua denominação. Entre 1933 e 1994, esteve sempre ligado à PKP, a companhia de estradas de ferro da Polônia, e por causa desta ligação duradoura, ganhou o apelido de "Kolejorz" (Os ferroviários, em gíria local).
A primeira participação do Lech na elite do futebol polonês deu-se em 1948, alcançando seu auge entre a década de 1970 e os primeiros anos da década de 1990.
Além da Ekstraklasa, o Lech já disputou competições continentais, um exemplo foi a Liga Europa da UEFA 2010-11, onde foi uma das sensações do torneio, tendo desbancado a tradicional equipe italiana da Juventus na fase de grupos, e alcançando uma vitória sobre os ingleses do Manchester City.

## O estádio
O Estádio Municipal de Poznań é o estádio onde o Lech manda seus jogos. Está situado na região sudeste de Poznań (distrito de Grunwald, e possui capacidade para acomodar 41.609 espectadores.

## Títulos
- Campeonato Polonês (Ekstraklasa)
  - (9): 1983, 1984, 1990, 1992, 1993, 2010, 2015, 2022, 2025

- Copa da Polônia (Puchar Polski)
  - (5): 1982, 1984, 1988, 2004, 2009.

- Supercopa da Polônia (Superpuchar Ekstraklasy S.A.)
  - (6): 1990, 1992, 2004, 2009, 2015, 2016.

- Supertaça da Polônia
  - (6): 1956, 1957, 1958, 1959, 1960, 1962.

- Copa dos Campeões da Polônia
  - (3): 1956, 1957, 1958.

## Ver também

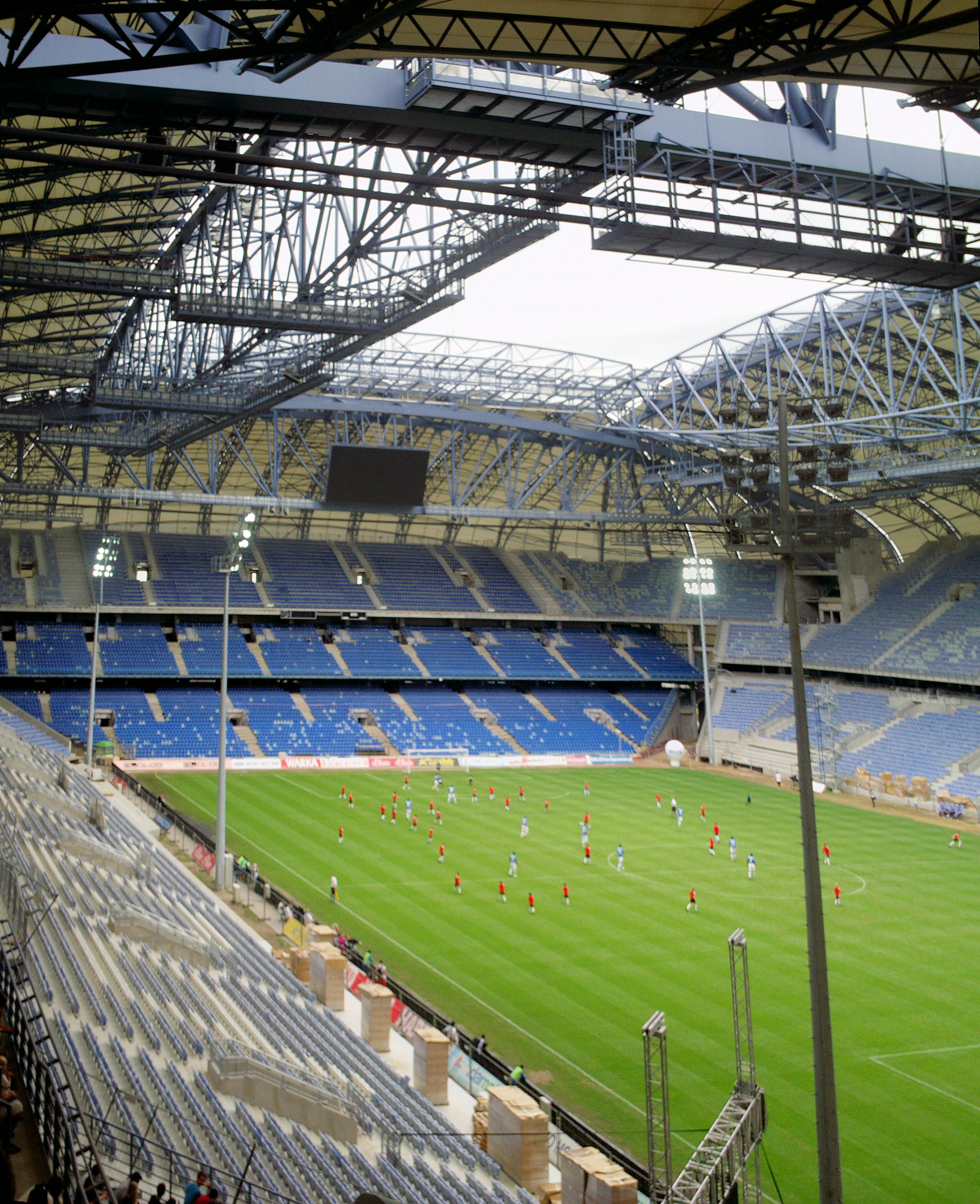
Estádio Miejski, a "casa" do Lech.

## Elenco atual
Última atualização: 26 de fevereiro de 2025.